# ユイピの儀式
「ユイピの儀式」は、アメリカインディアンのスー族の呪術師が行う儀式の一つ。

## 概略
「ユイピ」は、石（スー族の言葉で「インヤン」、または「ツンカ」）の持つ力を借りて行う、治癒祈願、喪失物の捜索、探求の儀式。「石の祭」、「犬の祭」でもある。
インディアンにとって「インヤン」（石）は古代の知識を蓄えた超自然の存在とされ、しばしば「ツンカ」とも呼ばれる。「ツンカ」は創造主のことでもあり、「ワカンタンカ」（大いなる神秘）とも関連される言葉である。「石」に「神秘な力」や「命」が宿っている、として神聖視するのは、全世界の民族共通のものである。
ラコタ・スー族の伝える女神「白いバッファローの子牛の女」は、スー族の前に現れたときに、丸い石を持っていた。この石には、スー族が生き抜いていくための7つの儀式が記されていた。クレイジーホースは、耳の後ろに神聖な小石を挟んでいて、おかげで戦に出てもいつも無傷だったと伝えられている。スー族が儀式に使う「聖なるパイプ」である「チャヌンパ」の火皿は、「インヤン・シャ」（赤い石）で出来ており、この「赤い石」はインディアンの血が固まって出来たものと言われる。スー族の呪い師ターカ・イシテ（レイムディアー）は、これら神聖な石たちについて、次のように述べている。
また、タタンカ・オイチタ（勇敢なバッファロー）というスー族は、白人人類学者フランシス･デンズモアにこう語っている。
インディアンは「大いなる神秘」（宇宙の真理）のもとに、すべての事どもが「繋がっている」と考える。スー族の場合は「ミタクエ」（繋がっている）という言葉でこれを現す。「ユイピ」には、蟻塚から採れる細かい水晶などの小石が使われる。これはすなわち、これを集めた蟻の力も借りるということである。

### 「ユイピの儀式」
ユイピの儀式は、「病気の原因」であるとか、「行方不明になった人の居場所」などを知りたい人が、「ユイピ・マン」となる呪い師に、「聖なるパイプ」やタバコを贈り、スポンサーとなってこれを依頼する。「ユイピ・マン」は金銭の要求などは決して行わない。
まず、少女たちが、色とりどりの小さな四角い布でタバコの葉を包み、これを405個用意する。それぞれを糸で縛って、順々に「繋いでいく」。これは「タバコ・タイ」（スー族の言葉で「チャンリ」）と呼ばれる。
儀式に使う部屋は家具や装飾物をとりのけ、セージを敷きつめて清められる。儀式は完全な暗闇の中で執り行われるため、窓や隙間を毛布で覆い、鏡は裏返すか布で覆う。部屋の四つの壁際が参加者の席となり、宝石、腕時計、眼鏡など反射材は外される。
部屋の中央には「チャンリ」の輪で仕切られ、この内側が「ユイピ・マン」の儀式の場となる。土を盛った祭壇と、「聖なるパイプ」を立てかけたバッファローの頭蓋骨の祭壇が置かれ、黄色い線を境に赤と黒に塗り分けた神聖な旗竿が立てられる。この旗竿の上半分には鷲の羽が結びつけられ、下半分には鹿の尻尾が結わえつけられる。その周りの四方向に赤（西）、白（北）、黄（東）、黒（南）の旗が立てられる。土の祭壇に「チャンリ」を円く置き、この中に精霊の印を描く。神聖な丸いインヤン（石）が二つと、蟻塚から採った小石を入れたワグムハ（瓢箪のガラガラ）が用意される。
儀式の参加者たちは、めいめいが精霊の声が聞こえるよう、神聖なセージを耳の後ろに挟む。こうして準備が終わったら、「ユイピ」が始められる。
「ユイピ・マン」となった呪い師は、神聖な「チャンリ」の輪の中に入り、別の呪い師によって後手の姿勢で手首と指の一本一本を生皮の紐で縛られ、大きな「スター・ブランケット」で全身をまるでミイラのようにきつく包まれる。それから、生皮の紐でさらに全身を緊縛される。こうすると、呪い師の全身はすっぽりとキルトに包まれて、全く見えなくなる。ユイピの呪い師は、そのままうつ伏せになって横たわる。これは呼吸もままならないほどの状態である。
「革紐で緊縛する」という行為は、先述したインヤンやツンカと同じ意味を持っている。レイムディアーはこの行為についてこう説明している。
「ユイピマン」が緊縛されたらランプの明かりが消されて、真の暗闇になる。儀式の歌い手が太鼓を叩きながら「ユイピの歌」を唄い、ワグムハ（ガラガラ）を振る。やがて、ユイピの儀式の体験者が口を揃えて証言する神秘現象が始まる。暗闇の中に小さな光が漂い、チャヌンパ（聖なるパイプ）やワグムハが宙を舞う。何者かがつねってきたり、家全体が揺れることもある。これらはすべて、呼び出された精霊によるものと説明される。
儀式は数時間続けられ、最後に「別れの歌」が唄われると、精霊たちが去っていき、儀式は終わる。灯りが着けられると、ブランケットや革紐は傍らにまとめられ、「チャンリ」の中央に「ユイピマン」が緊縛から解かれた姿で座っている。この呪術師の緊縛を伴う探求の儀式は、スー族だけでなく、エスキモーやイヌイットにも見られるものである。彼らの場合も、一瞬にして緊縛から解放された呪い師が現れる、という不思議な現象が共通している。
「ユイピマン」は、この儀式の間に精霊が伝えた事を参加者たちに話し、参加者たちは聖なるパイプを時計回りに回し飲みして祈りを捧げる。この際、パイプは四回ずつ吸われる。

### 「犬の儀式」
「ユイピ」を依頼した「スポンサー」は、儀式に参加した人たち全員に食べ物をごちそうしなければならない。儀式が終わったら、「ウォジャビ」（イチゴのスープ）のほか、犬の料理が饗される。「ユイピ」は「犬の儀式」でもある。
犬（スー族の言葉では「シュンカ」）は、かつて人間にとってなくてはならない労働力だった。ユイピではこの犬を生贄とする。自分の犬を生贄に選ばれた場合、これを断ることはできない。そのかわり、飼い主と犬には栄誉が与えられる。生贄の犬は清められて、背中に赤い模様を描かれ、首の骨を折って安楽死させる。屠った犬は大鍋に入れられて煮られ、参加者全員でこの犬の肉を食べる。それからハーブ茶やコーヒーを飲んで儀式は終わる。
シチャング・スー族の呪い師ヘンリー・クロウドッグ、レオナルド・クロウドッグは「ユイピマン」としても知られている。彼らがニューヨーク市にある白人の友人リチャード・アードスの自宅を訪ねた際、ユイピの儀式を行ったが、生贄の犬がいなかった。ヘンリーは窓から犬を連れた男を見て、「あの犬を貰ってきてくれないか」とリチャードに頼んだが、リチャードは「ニューヨークの犬に栄誉なんかないよ」と答えた。結局、この時は牛肉を使ったということである。
またレオナルドは別の機会に頼まれてニューヨークで「ユイピ」を行ったことがあるが、このときは道具以外は犬の生贄も儀式の歌い手もいなかった。仕方がないのでレオナルドは儀式の録音テープを使って儀式を行ったが、精霊はちゃんと現れたという。

## 「ユイピ」の神秘
1970年代にスー族呪い師の長老だったビル・イーグルフェザーは、「ユイピ」について、「この世のものではない声が聞こえる儀式であり、すべてが神秘のなかにある」と語っている。
他のインディアンの儀式同様、「ユイピ」もまた白人のキリスト教宣教師によって弾圧を受け続けてきた。上述したように、「ユイピ」では信じがたいような神秘現象がいろいろと起こるが、白人たちは「ユイピ」を「いかさま、奇術」として、その神秘現象を暴こうとした。
BIA（インディアン管理局）員だったスティーブン・フェラカは1940年代に、「ユイピ」の「トリック」を解明しようと、ホーンチップスというシチャング・スー族の「ユイピマン」に大勢の白人や宣教師の前でユイピを行わせたことがあった。BIA警察官がホーンチップスの指を縛り、ブランケットで包み、生皮の紐で緊縛した。結果、白人たちの目前で灯りが明滅し、ガラガラが飛びまわった。これを見て、大勢のインディアンがキリスト教を捨ててインディアンの伝統に戻ったという。